# 상남초등학교 오산분교
상남초등학교 오산분교는 경상남도 밀양시 상남면 오산3길 10 (외산리)에 있었던 분교이다.

## 연혁
- 1969년 10월 6일 설립인가
- 1970년 3월 1일 상남국민학교 오산분교장 개교
- 1975년 3월 1일 오산국민학교로 승격
- 1994년 3월 1일 상남국민학교 오산분교장
- 1998년 3월 1일 본교로 통폐합